# پائولا کورتلزی
پائولا کورتلزی (انگلیسی: Paola Cortellesi؛ زادهٔ ۲۴ نوامبر ۱۹۷۳) یک هنرپیشه، و خواننده اهل ایتالیا است.
از جمله فیلم‌های او می‌توان به بوکاچیوی شگفت‌انگیز و فردایی هم هست اشاره کرد.